# Zumatrichia anomaloptera
Zumatrichia anomaloptera är en nattsländeart som beskrevs av Oliver S. Flint Jr. 1968. Zumatrichia anomaloptera ingår i släktet Zumatrichia och familjen smånattsländor. Inga underarter finns listade i Catalogue of Life.